# Hushållens parti
Hushållens parti (isländska: Flokkur Heimilanna) är en union av åtta mindre partier, bildat för att delta i Alltingsvalet i Island 2013.

## Valresultat

### Parlamentet
| Val  | Andel av det totala antalet röster | Andel av den totala omröstningen | Andel av de övergripande säten som vann | +/– | Position |
| ---- | ---------------------------------- | -------------------------------- | --------------------------------------- | --- | -------- |
| 2013 | ▬ 5,707                            | ▬ 3,02                           | 0 / 63                                  | ▬ 0 | ▬ 8:e    |